# Эбанс
Эба́нс (фр. Eybens) — коммуна во Франции, находится в регионе Рона — Альпы. Департамент коммуны — Изер. Входит в состав кантона Эшироль. Округ коммуны — Гренобль.
Код INSEE коммуны — 38158. Население коммуны на 2012 год составляло 9944 человека. Населённый пункт находится на высоте от 216 до 408 метров над уровнем моря. Муниципалитет расположен на расстоянии около 490 км юго-восточнее Парижа, 100 км юго-восточнее Лиона, 5 км юго-восточнее Гренобля. Мэр коммуны — Francie Megevand, мандат действует на протяжении 2014—2020 гг.
Динамика населения (INSEE):